# 阳海玲
阳海玲（1978年—），女，湖南新化人，汉族，中华人民共和国政治人物、中国共产党员、第十三届全国人民代表大会湖南地区代表。新型职业农民代表。2018年2月24日，当选为第十三届全国人大代表。